# Mig og Mafiaen
Mig og Mafiaen er en dansk film fra 1973, skrevet af Lise Nørgaard og instrueret af Henning Ørnbak, baseret på den engelske komedie "Oh, You're Awful", fra 1972.

## Handling
Om fidusmageren Viktor "Viffer" Hansen, hvis afdøde kompagnon har anbragt deres fælles formue på en schweizisk bankkonto. Kodenummeret til kontoen findes tilsammen registreret som tatoveringer på venstre endeballe hos fire unge piger, som Viktor går i gang med at opsøge i fantasifulde forklædninger. Han kommer imidlertid til at krydse magtfulde mafia-lederes planer.

## Medvirkende
- Dirch Passer
- Klaus Pagh
- Tove Maës
- Poul Bundgaard
- Susanne Heinrich
- Jørgen Kiil
- Ann-Mari Max Hansen
- Vera Gebuhr
- Lisbet Lundquist
- Jane Thomsen
- Ove Verner Hansen
- Edward Fleming
- Freddy Albeck
- Otto Brandenburg
- Per Bentzon Goldschmidt
- Poul Glargaard
- Karl Stegger
- Ole Monty
- Gotha Andersen
- Lulu Ziegler
- Hannah Bjarnhof
- Preben Ravn
- Ellen Margrethe Stein
- Simon Rosenbaum
- Ebba Amfeldt
- Hardy Rafn